# Kontorstid
Kontorstid är en svensk dramakomedi från 2003 i regi av Tomas Alfredson. I rollerna ses bland andra Ulrika Hansson, Daniela Svensson och Thommy Berggren. Filmen var Berggrens första sedan Glasblåsarns barn (1998).

## Om filmen
Inspelningen ägde rum i Trollhättan 2002 efter ett manus av Sofia Fredén. Producent var Anna Croneman, fotograf Olof Johnson och klippare Darek Hodor. Musiken komponerades av Conny Bloom och Benneth Fagerlund och filmen producerades och distribuerades av AB Svensk Filmindustri. Den premiärvisades 17 januari 2003 på Filmstaden i Göteborg och Röda Kvarn i Stockholm. Den visades av Sveriges Television 2008.

## Handling
Lotta är nöjd med livet som det är. Nöjd med sitt arbete på Skandinaviska försäkringar och nöjd med sitt förhållande med Tomas. Tryggheten byts ut mot ovisshet när Tomas lämnar henne och arbetsplatsen ska genomgå omstruktureringar.

## Rollista
- Ulrika Hansson – Lotta Olsson
- Daniela Svensson – Pernilla Eriksson
- Thommy Berggren – Bill, konsult
- Sven Ahlström – Erik, konsult
- Sten Elfström – Jörgen
- Sannamari Patjas – Anna-Karin
- Thomas Holmin – Magnus
- Mattias Silvell – Joppe, kock
- Mårten Klingberg – Ernst
- Pierre Tafvelin – Sture
- Daniel Gustavsson	– Lasse
- Johan Holmberg – byggjobbare
- Annika Kofoed – Gunilla
- Sven-Olof Jansson	– Micke
- Klas Jahnberg – skadereglerare
- Björn Bengtsson – Tomas, Lottas sambo
- Kjell Wilhelmsen – bilägaren
- Mia Benson – Miriam, chefen
- Anita Larsson	– Eivor
- Leif Johansson – Lennart Johansson, ekonomiansvarig
- Carina Orrvik	– kollega på kontoret
- Mats Andersson – kollega på kontoret
- Håkan Bråberg	– kollega på kontoret
- Gunvor Hansson – kollega på kontoret
- Elin Granaas – kollega på kontoret
- Clas-Gunnar Olofsson – kollega på kontoret
- Monica Gustafsson – kollega på kontoret
- Birgitta Nandin – kollega på kontoret
- Alf Aurell – kollega på kontoret
- Jane Lignell – Leena på Stressrehab
- Jens Norman – diskaren
- Marie-Christine Larsson – budtjejen
- Göran Anderzon – byggjobbare
- Joachim Boman	– byggjobbare
- Albin Granaas	– hemlöst barn
- Olivia Luzzana – hemlöst barn
- Wilma Styrenius – hemlöst barn
- Roy Wallin – låssmeden

## Mottagande
Filmen fick ett negativt bemötande i pressen och har genomsnittsbetyget 1,6/5 på sajten Kritiker.se, som sammanställer recensioner av bland annat film. Tidningen Aftonbladets recensent Jan-Olov Andersson gav filmen ett minus i betyg och kallade den en "bisarr saga utan mål eller mening". Han avslutade sin recension med att ställa frågorna: "Varför tände normalt så bildbegåvade Tomas Alfredson på detta pratiga manus? Varför har SF över huvud taget gjort filmen?" Sajten Bio.nu gav filmen betyget 2/5 och skrev "Thommy Berggren är riktigt vass men sorgligt nog är det här fel film att göra comeback i. Övriga skådespelare glänser till emellanåt men det räcker inte." Svenska Dagbladet sågade filmen och gav den betyget 1/6. Recensenten Jan Söderqvist skrev "Thommy Berggren gör sin rimligen plattaste roll någonsin" och fortsatte lite längre fram i recensionen "Sofia Fredén har skrivit ett manus fritt från såväl intressanta konflikter som intressanta gestalter; Tomas Alfredson har iscensatt med sövande långsamhet."